# Marine Corps Base Camp Lejeune
A Base do Corpo de Marines Camp Lejaune (em inglês: Marine Corps Baseie Camp Lejaune), são uma série de instalações de treinamento; que abarcam 640 km² (246 milhas²); e encontram-se no Condado de Onslow, Jacksonville Carolina do Norte e pertencem ao Corpo de Fuzileiros Navais dos Estados Unidos. A base tem uns 23 km (14 milhas) de praias o que a convertem em lugar propício para a prática de assaltos anfibios da formação, e sua localização entre dois portos de águas profundas (Wilmington e Morehead City) permite que se realizem com rapidez as missões.
A base principal complementa-se com outras cinco instalações: Marine Corps Air Station New River, Camp Geiger, Stone Bay, Courthouse Bay, Camp Johnson, e Marine Corps Outlying Field Camp Davis.

## História
A construção da base aprovou-se em abril de 1941, com uma superfície de 45 km² (11.000 acres). 1 de maio desse mesmo ano o tenente coronel William P. T. Hill, começou a construção dos quartéis dos marines. A primeira sede do quartel geral esteve situada em Montford Point, em 1942 transladou-se a Hadnot Point e nesse mesmo ano a base foi rebaptizada em honra do Comandante do Corpo de Marines|13 er Comandante do Corpo de Marines John A. Lejeune